# فيك غونزالفز
فيك غونزالفز (بالهولندية: Vic Gonsalves)‏ هو لاعب كرة قدم هولندي، ولد في 22 أكتوبر 1887 في سيربون في إندونيسيا، وتوفي في 28 أغسطس 1922 في أمستردام في هولندا. شارك مع منتخب هولندا لكرة القدم. أما مع النوادي، فقد لعب مع كريينهوت.

## وصلات خارجية
- فيك غونزالفز على موقع قاعدة بيانات كرة القدم.إي يو (الإنجليزية)
- فيك غونزالفز على موقع ناشيونال فوتبول تيمز (الإنجليزية)
- فيك غونزالفز على موقع عالم كرة القدم.نت (الإنجليزية)
- فيك غونزالفز على موقع أوليمبيديا (الإنجليزية)